# Grzegorz Dzierzgowski

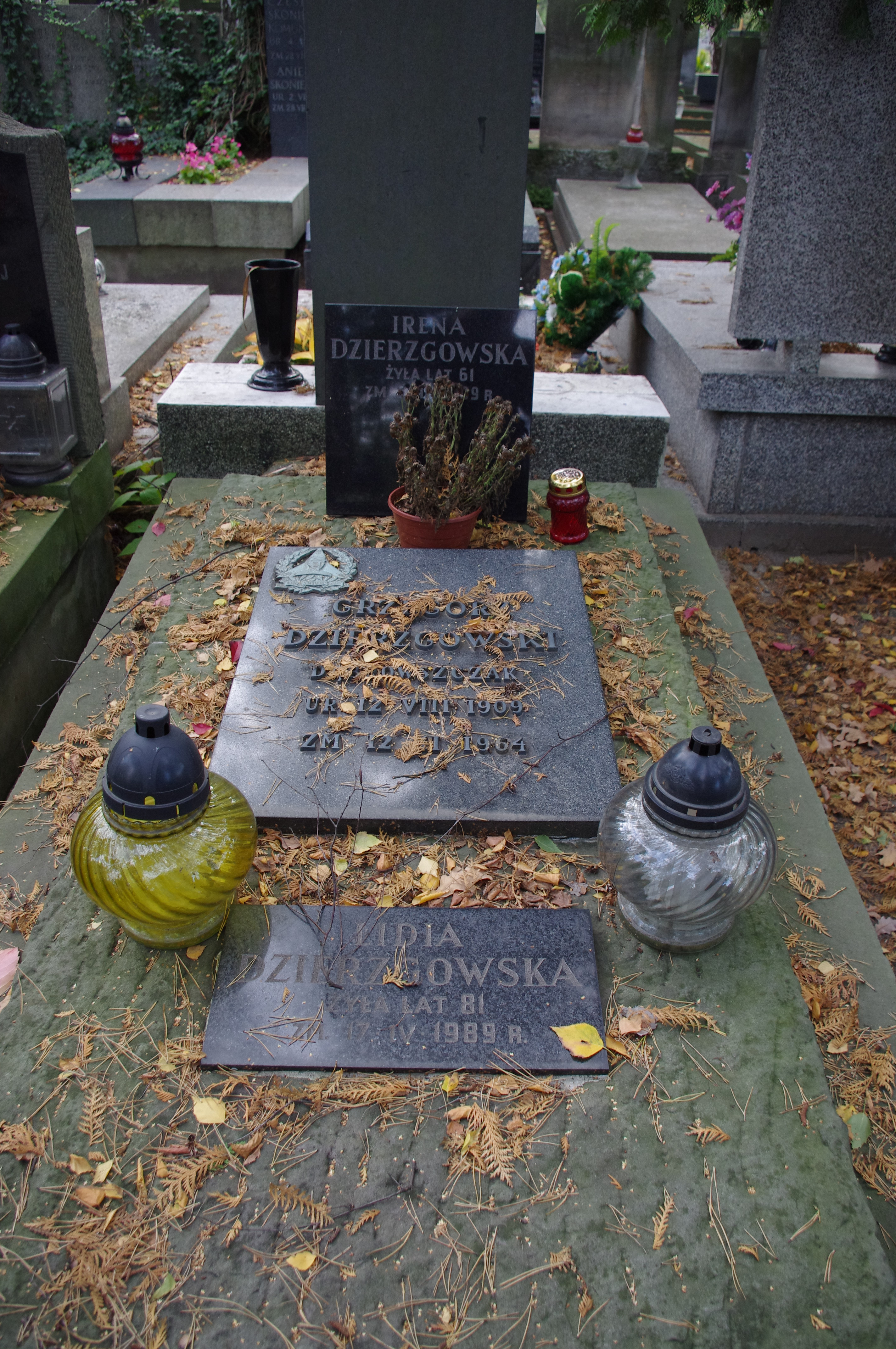
Grób komunisty Grzegorza Dzierzgowskiego na Cmentarzu Wojskowym na Powązkach w Warszawie

Grzegorz Dzierzgowski pseud. Grisza, Gruby (ur. 12 sierpnia 1909 w Makowie Mazowieckim, zm. 12 lutego 1964 w Warszawie) – działacz komunistyczny, uczestnik wojny domowej w Hiszpanii, major i oficer polityczny LWP, kierownik Wydziału Wojskowego ZPP, dyplomata.

## Życiorys
Syn Stanisława (właśc. Abrahama Mendla). Podczas nauki w łomżyńskim gimnazjum członek lewicowych kółek szkolnych. Od 1928-1929 działacz Związku Młodzieży Komunistycznej (ZMK)/KZMP i MOPR. 1929 na krótko aresztowany podczas rozwieszania plakatów komunistycznych. Po maturze w 1930 w Belgii, gdzie studiował medycynę w Liège. Od 1931 działacz Patronatów nad więźniami politycznymi; 1935-1937 członek kierownictwa Patronatów w Liège. Działacz Towarzystwa Przyjaźni Belgijsko-Birobidżańskiej. Od 1934 elektrotechnik i działacz Komunistycznej Partii Belgii. Kierował pracą partyjną wśród obcokrajowców w Liège. Dwukrotnie wydalany z Belgii za działalność komunistyczną. Od listopada 1937 w Hiszpanii, gdzie wstąpił do PCE i do Batalionu im. Mickiewicza i walczył na Froncie Aragońskim, pod Leridą, nad Ebro i w Katalonii. Latem 1938 mianowany komisarzem politycznym 1 kompanii batalionu. Wkrótce awansowany na kapitana. W lutym 1939 internowany we Francji, w marcu 1941 przeniesiony do Afryki Północnej, skąd w 1943 wyjechał do ZSRR i współorganizował 1 DP. im. T. Kościuszki. Jesienią 1943 został oficerem politycznym II polskiego szpitala wojskowego w Riazaniu i polskiego szpitala wojskowego w Moskwie, następnie kierownikiem Wydziału Wojskowego ZPP i przedstawicielem WP wobec wojskowych władz radzieckiego okręgu wojskowego. Awansowany na majora, wstąpił do PPR. Przeszedł szlak bojowy od Lenino do Berlina.
W 1946–1947 szef Polskiej Misji Repatriacyjnej w Moskwie. Po powrocie do kraju w grudniu 1947 został dyrektorem Biura Sekretariatu Międzynarodowej Federacji Więźniów Politycznych (fr. Federation Internationale des Anciens Prisoniers Politique – FIAPP). Następnie pracował w Ministerstwie Handlu Zagranicznego. W 1948–1952 dyrektor naczelny Centrali Handlu Zagranicznego Przemysłu Motoryzacyjnego „Motoimport”, potem Centrali Handlu Zagranicznego „Dalspo”. W 1953–1954 członek polskiej delegacji w Komisji Nadzorczej Państw Neutralnych w Korei. Po powrocie dyrektor naczelny Towarzystwa Handlu Międzynarodowego „Dal”. W 1957–1961 attaché handlowy ambasady PRL w Hanoi. Od 1961 dyrektor handlowy Przedsiębiorstwa Handlu Zagranicznego „Impeko” (do 1963).
Był odznaczony m.in. Krzyżem Komandorskim i Oficerskim Orderu Odrodzenia Polski i Krzyżem Walecznych.